# Municipio de Thompson (Míchigan)
El municipio de Thompson (en inglés: Thompson Township) es un municipio ubicado en el condado de Schoolcraft en el estado estadounidense de Míchigan. En el año 2010 tenía una población de 795 habitantes y una densidad poblacional de 2,59 personas por km².

## Geografía
El municipio de Thompson se encuentra ubicado en las coordenadas 45°58′8″N 86°21′15″O / 45.96889, -86.35417. Según la Oficina del Censo de los Estados Unidos, el municipio tiene una superficie total de 306.48 km², de la cual 291,05 km² corresponden a tierra firme y (5,04 %) 15,43 km² es agua.

## Demografía
Según el censo de 2010, había 795 personas residiendo en el municipio de Thompson. La densidad de población era de 2,59 hab./km². De los 795 habitantes, el municipio de Thompson estaba compuesto por el 89,43 % blancos, el 0,13 % eran afroamericanos, el 7,92 % eran amerindios, el 0,13 % eran asiáticos y el 2,39 % eran de una mezcla de razas. Del total de la población el 0,38 % eran hispanos o latinos de cualquier raza.